# Block automatique à permissivité restreinte

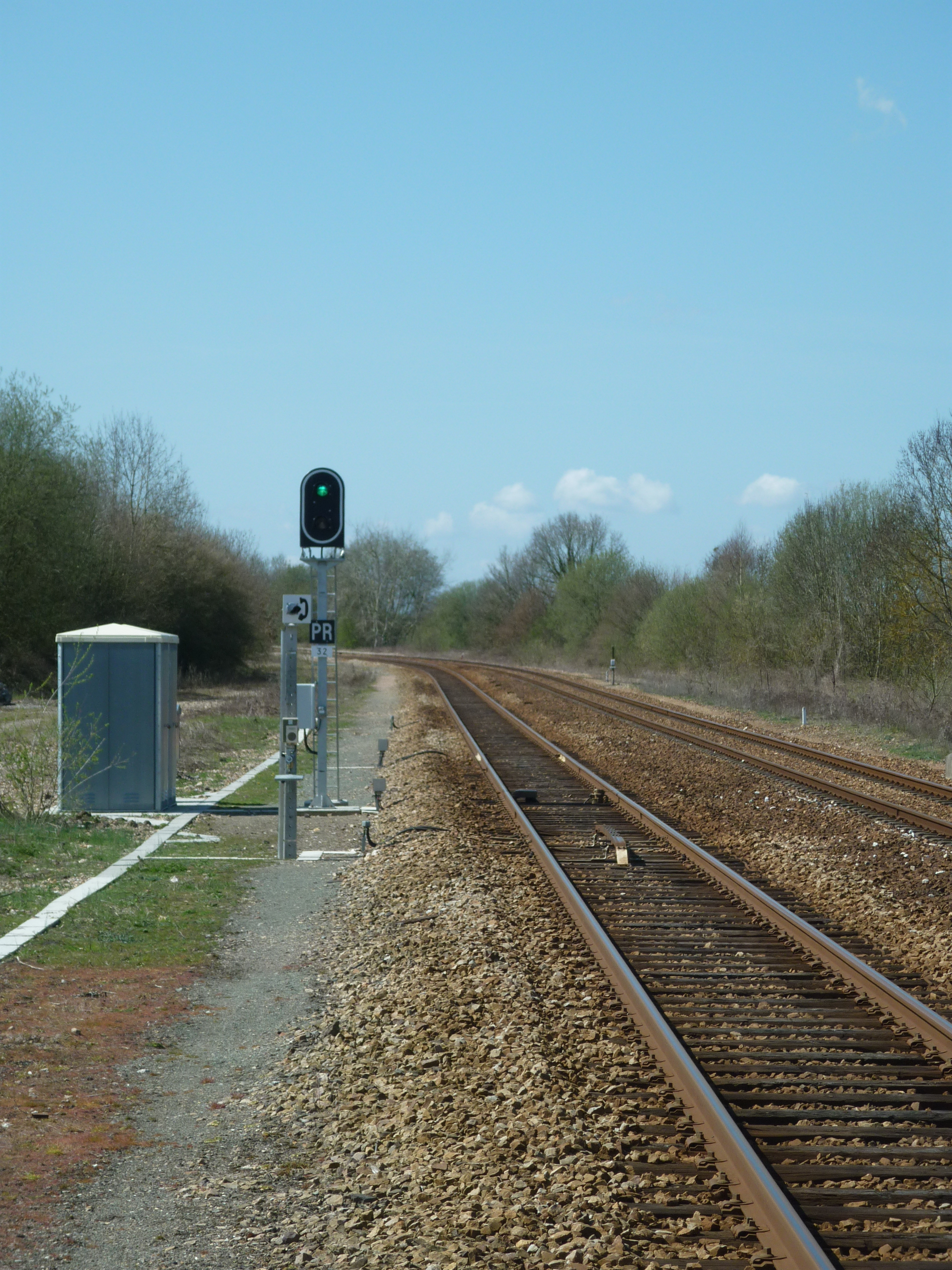
Signal d'entrée de canton affichant la voie libre sur la ligne de Serquigny à Oissel.

Le block automatique à permissivité restreinte, ou BAPR, est un système de signalisation ferroviaire utilisé en France sur les lignes à trafic moyen. Il fait partie des diverses formes de block-système (ou cantonnement) qui visent à assurer un espacement suffisant entre les convois circulant dans le même sens sur une voie ferrée donnée, afin d'empêcher qu'un convoi rattrape le précédent.

## Histoire
Le BAPR a été créé pour permettre d'automatiser le cantonnement sur les lignes à trafic moyen, où le block automatique lumineux (BAL) aurait été trop coûteux. Il a été mis en service pour la première fois en 1968, avec des cantons de 8 km de long, sur la section de ligne de Pontoise à Gisors, puis sur le tronçon de Frasne à Arc-et-Senans en 1971.

## Principe

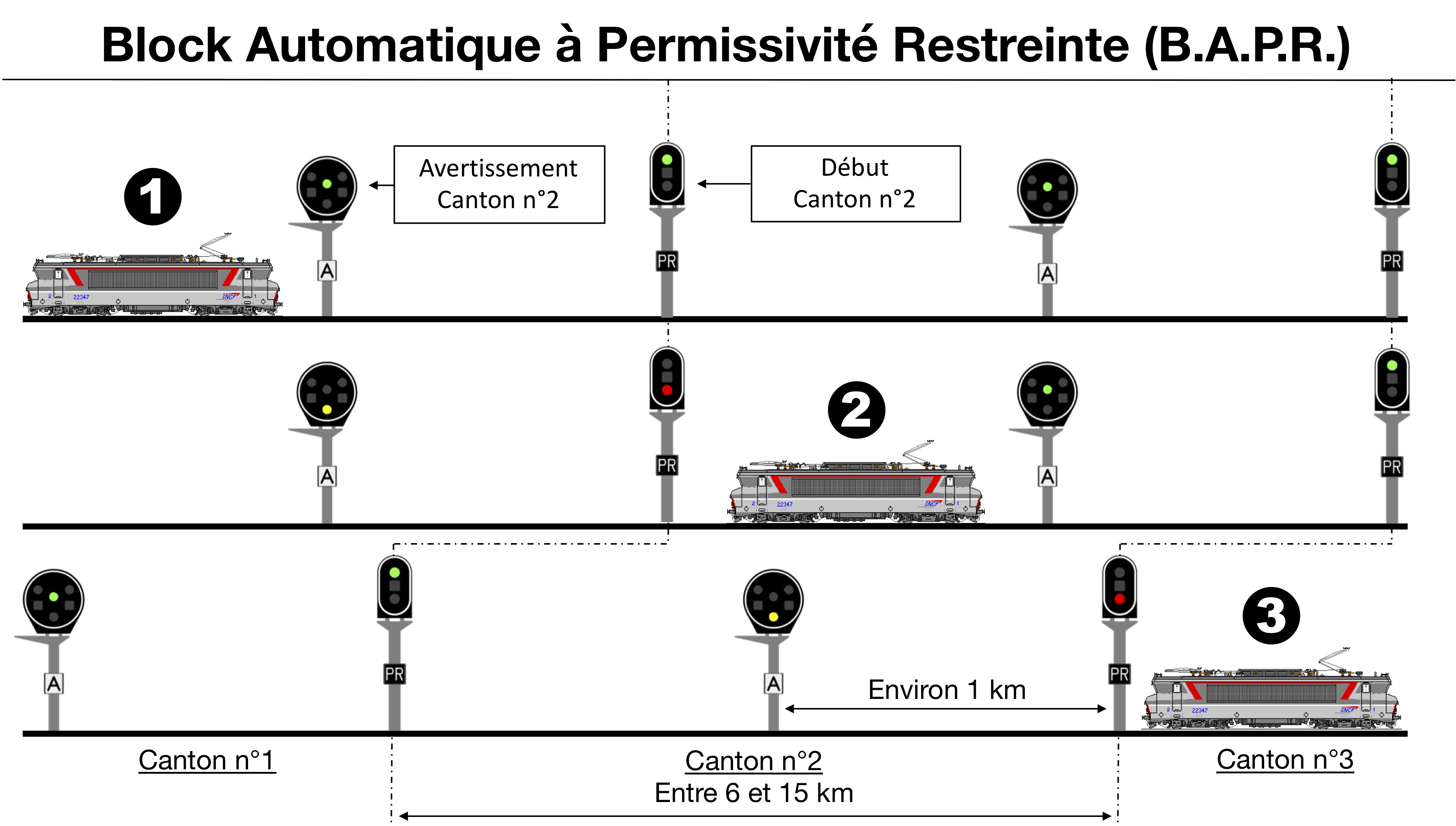
Schéma de fonctionnement d'un cantonnement par BAPR.

Il est dérivé du block automatique lumineux (BAL) dont il reprend le principe général : découpage de la voie en cantons, signaux de voie libre, d'avertissement et d'arrêt (sémaphore et parfois carré). Cependant, afin de diminuer le coût des installations et leur complexité, la longueur des cantons est comprise, par principe, entre 6 et 15 km au lieu de 3 km maximum en BAL. Le BAPR est interrompu à la traversée des gares dans lesquelles le BAL est toujours mis en œuvre, sauf dans le cas où il est fait appel à des compteurs d'essieux au lieu de circuits de voie.
La détection des circulations est faite par circuits de voie ou par comptage des essieux. Dans ce dernier cas, il se révèle beaucoup plus économique que le BAL.
Contrairement au BAL, où le signal d'arrêt et l'avertissement sont couplés sur le même signal, en BAPR ces deux signaux sont découplés, le signal d'avertissement est reporté à la distance minimale d'annonce du signal d'arrêt et, de ce fait, n'autorise pas la circulation à plus de 160 km/h.
Matériellement, le signal d'entrée en canton se présente sous la forme d'un panneau oblong comportant un feu rouge (sémaphore), parfois deux feux rouges (carré) et un feu vert (voie libre). Le franchissement du sémaphore est autorisé en application de la règlementation (permissivité restreinte). Le franchissement du carré n'est autorisé que pour porter le secours à une circulation en détresse, qu'en cas de dysfonctionnement des installations ou dans certains cas fixés par consignes. L'objectif est d'éviter un trop long parcours en marche à vue.
Le franchissement du sémaphore ou du carré est de la responsabilité d'un Régulateur ou d'un Agent-Circulation. Dans l'impossibilité d'entrer en contact avec un agent sédentaire, un conducteur est autorisé à franchir un sémaphore après avoir attendu un délai de 15 minutes.
Le signal d'avertissement est constitué d'un feu jaune présenté sur un panneau circulaire à plaque d'identification A (noir sur fond blanc).

Avertissement
Voie libre (annonce)
Sémaphore (entrée de canton)

## Accidents
Le BAPR est adapté à ce type de zone où la circulation des trains est peu dense. Les accidents de rattrapage (deux trains de voyageurs qui se rattrapent) sont très rares :
- Il n'y en a eu qu'un seul en vingt ans, le 16 septembre 1992 à Curis-au-Mont-d'Or (Rhône).
- Sur des cantons fonctionnant en BAPR, comme le 17 juillet 2014 à Lescar / Denguin (Pyrénées-Atlantiques), c'est encore plus inhabituel[3]. Le 26 juillet 2014, la SNCF a publié le rapport d'enquête (Direction des audits de sécurité de la SNCF) sur l'accident de rattrapage de Denguin. Celui-ci met hors de cause le mécanicien conduisant le TER, mais incrimine un défaut d'isolement dans les fils électriques de la signalisation, dû à des rongeurs, dont le nid a été retrouvé à proximité de la guérite de cantonnement[4].